# Christiania (banda)
Este artículo se refiere a una banda de rock, para otros usos véase Christiania.
«Christiania» es un grupo de música rock originado en Granada (España) entre los años 1993 y 1999 y que tomó su nombre de la ciudad libre danesa. Grabaron dos discos en formato CD para la discográfica Big Bang y ofrecieron un centenar de conciertos antes de disolverse.

## Historia del grupo

### Primera época (1993-1995)
Sus fundadores fueron los guitarristas Pablo Palacios y Cristina Magnusson y el cantante Fernando Díaz de la Guardia. La primera formación solía interpretar sus temas en inglés, idioma que emplearon para la composición de las ocho canciones de su primer álbum Rick's café (Big Bang, 1994) que nació de la unión de dos maquetas grabadas previamente. 
La formación la completaban el teclista Eduardo Delgado y el bajista Alejandro Bul-La. El baterista Jaime Martínez participó en la grabación y en varios de los primeros conciertos hasta que fue sustituido por Alfonso González, «Popi» a mediados de 1994. La mayoría de las canciones de esa época están firmadas por Palacios y Díaz de La Guardia. 
La crítica recibió con buenas valoraciones el disco (Popular 1) considerando a Christiania muy influida por bandas como The Doors debido al estilo vocal del cantante, a su expresión corporal sobre el escenario y al persistente acompañamiento de órgano en varias piezas; aunque también por el pop californiano de los últimos años sesenta que impregnaba los gustos melódicos de Palacios. El tema que daba nombre al álbum, Rick's Café, permaneció tres semanas en los 40 Principales.
Abrieron los conciertos de artistas consagrados como Burning, Antonio Vega o La Guardia. Después de varios cambios en la formación original el sonido de Christiania se fue endureciendo con la entrada del guitarrista Antonio M. Martínez, alias "Feeling", compositor y vocalista del grupo granadino "Segundos Perdidos", en lugar de Cristina Magnusson.

### Segunda época (1995-1999)

#### Cambios de formación
En 1995 alcanzaron cierta repercusión en los medios alternativos nacionales al participar en el Festimad madrileño y al ser teloneros del grupo The Pretenders en el Palacio de los Deportes de Granada. Este concierto supuso la segunda visita de la banda británica a España.
Christiania aprovechó la promoción para actuar reiteradamente por toda la región y en Madrid pero la inestabilidad seguiría marcando el destino de la formación. La ruptura entre Palacios y Díaz de la Guardia, y la consiguiente entrada del guitarrista solista Jesús Torres, significaron el nacimiento de un nuevo grupo que sólo se parecía al anterior en la denominación que el cantante y fundador decidió mantener. 
Prescindieron del teclado y se convirtieron en un cuarteto dominado por la guitarra de Torres. El bajista de 091 Jacinto Ríos se incorporó a la gira del 96 que culminaron ante diez mil personas en el festival Zaidín Rock de Granada, en la edición que cerró Terrorvision. Finalmente, el bajista Alejandro Bedmar (ex Perpetual) reemplazó a Ríos y se unió a la base rítmica que desde hacía tres años dirigía «Popi».

#### Segundo disco
A finales del año 1997 consolidaron un nuevo repertorio de sonido psicodélico que ampliaba la tradicional vindicación del rock de los años setenta que solían sintetizar en su cancionero o directamente homenajeaban en los conciertos. Durante el verano de 1997 grabaron En el circo del aire (Big Bang-Pop Quark, 1997) en los estudios Producciones Peligrosas de Granada bajo la dirección del que fuera fundador y compositor de numerosos clásicos de Danza Invisible Ricardo Teixidó. El guitarrista José Ignacio Lapido colaboró en la balada Barco a vela. El teclista Eduardo Delgado grabó algunos de los temas al órgano Hammond.  
En total trece obras que acumularon excelentes comentarios en la prensa especializada. El sencillo Carnaval permaneció varias semanas en la lista de Canal Sur Radio. 
A raíz de la publicación del disco Christiania desarrolló una larga gira nacional durante 1998. Sin embargo, el tiempo no traería el lanzamiento definitivo. Tras un festival en Roquetas de Mar, dejaron de actuar conjuntamente.

## Otros proyectos de los integrantes
El cantante Fernando Díaz de la Guardia, continuó con su carrera periodística en Radio Granada y en pocos meses empezaría a presentar telediarios en la televisión local primero (Localia) y en la regional después (Canal Sur). 
La mayor parte de los componentes de la banda, participaron en el primer proyecto en solitario de José Ignacio Lapido, compositor de las canciones de 091. Popi grabó la batería del primer disco del denominado poeta eléctrico, mientras que Bedmar y Torres lo acompañaron en su primera gira.
Desde la desaparición de la banda, Popi trabaja para varias bandas como Los Ángeles, el mítico grupo que durante los años sesenta y setenta lideró su padre, el desaparecido Poncho González. Bedmar es el bajista de Hora Zulú, y Torres es arquitecto y diseñador de libros y discos. Eduardo Delgado estudió medicina y actualmente ejerce como traumatólogo   
El 26 de diciembre de 2001 celebraron un concierto entre amigos en una sala de Alcalá la Real (Jaén). Participó, entre otros, el guitarrista-fundador, Pablo Palacios que, aunque durante los últimos años ha sido galerista de arte, nunca ha abandonado su dedicación a la música.

## Discografía
- Rick's café (Big Bang, 1994)
- En el circo del aire (Big Bang, 1997)